# 采德尼克
采德尼克（德語：Zehdenick，發音：[ˈtseːdəˌnɪk] ⓘ）是德国勃兰登堡州上哈弗尔县的城市，面积223.06平方千米，2023年12月31日人口为13,267人。